# Coordinadora de Medios Comunitarios Populares y Educativos del Ecuador
Coordinadora de Medios Comunitarios Populares y Educativos del Ecuador (Corape) es una organización ecuatoriana que agrupa a medios de comunicación y centros de producción comunitarios directamente vinculados al proceso de desarrollo social a nivel nacional. Está conformada por más de cien medios cuyo objetivo es promover una comunicación integral para las comunidades. En términos de cobertura las radios afiliadas a Corape llegan al 30% de la población urbano- marginal, y al 60% de la población rural del país.

## Historia
Corape fue fundada el 4 de enero de 1990, bajo el reconocimiento del Ministerio de Educación y Cultura, con Acuerdo Ministerial N° 1596 del 16 de abril de 1992 y publicado en el Registro Oficial No 927 de 4 de mayo de 1992. Es la única organización de Ecuador que agrupa a más de cien emisoras comunitarias, populares y centros de producción directamente vinculados a procesos de desarrollo social a nivel nacional.
Corape se ha convertido en la única fuente de comunicación e información de varias comunidades y pueblos en zonas alejadas de centros urbanos, por tal motivo, no se constituyen solamente como canales de información, denuncia o entretenimiento, sino también de difusión de formas alternativas de resolver problemas desde la cotidianidad.
Las radios fundadoras de la organización fueron Latacunga, Runacunapac, Antena Libre, dos Centros de Producción y Escuelas Radiofónicas Populares del Ecuador (ERPE), esta última creada por Monseñor Leónidas Proaño a partir de la experiencia de radio Sutatenza.

## Redes
Actualmente Corape trabaja con tres redes nacionales de producción y difusión de los programas y campañas educativas: Redes Amazónica, Kichwa e Informativa.
La Red Amazónica profundiza temas como ecología, trabajo comunitario, recursos ambientales, medicina alternativa y natural y derechos humanos, sobre todo en lo que se refiere a plurinacionalidad e interculturalidad. Actualmente sus cuatro producen la radio revista semanal Amazonia en Contacto.
La Red Kichwa está conformada por más de ocho emisoras afiliadas que producen un noticiero diario y tratan temas en su idioma sobre identidad cultural, organización social, agricultura, salud y derechos. Fue creada el 18 de noviembre de 1999, a raíz de la necesidad de intercambiar noticias entre los pueblos kichwas y otras nacionalidades, luego del primer levantamiento indígena del Ecuador.
Por último, la Red Informativa está conformada por todas las emisoras de la red de medios comunitarios, que transmiten el noticiero Ecuador en Contacto y un programa de análisis y debate, mismos que son difundidos a nivel nacional a través del satélite y por audio streaming en vivo por la página web.

## Emisoras comunitarias y públicas afiliadas
- Alfaro 96.1 FM (Manabí)
- CCE 940 AM (Pichincha, Imbabura, Cotopaxi y Santo Domingo de los Tsáchilas)
- Cultura FM 100.9 (Pichincha)
- El Buen Pastor 92.9 FM (Loja y Azuay)
- Fundación Escuelas Radiofónicas Populares ERPE 91.7 FM (Chimborazo)
- Stereo Ideal 98.9 FM (Napo, Orellana y Pastaza)
- La Voz de la Frontera 93.3 FM (Carchi e Imbabura)
- Ilumán 106.7 FM (Imbabura)
- Intag 96.7 FM (Imbabura)
- Irfeyal 1090 AM (Pichincha)
- Sia Pidaarade 90.7 FM (Esmeraldas, Carchi e Imbabura)
- La Voz de Guamote 1520 AM (Chimborazo)
- La Voz de Ingapirca 820 AM (Cañar, Chimborazo, Azuay, Morona Santiago, Pastaza, Bolívar y Guayas)
- La Voz de Ingapirca FM 94.5 (Cañar, Chimborazo y Azuay)
- La Voz del Upano 90.5 FM (Morona Santiago)
- Luz y Vida 88.1 FM (Loja)
- Radio Puyo 89.1 FM (Pastaza)
- Runacunapac Yachana 1510 AM (Bolívar, Cotopaxi y Tungurahua)
- Radio Sucumbíos 105.3 FM (Sucumbíos, Napo y Orellana)
- Sonoonda 960 AM (Azuay, Cañar, Loja, Morona Santiago y Chimborazo)
- Radio Santa Cruz 88.7 FM (Galápagos)
- Panamericana 89.3 FM (Azuay)
- Radio Latacunga 1080 AM (Cotopaxi, Tungurahua, Chimborazo, Bolívar y Pichincha)
- Stereo San Miguel 98.1 FM (Cotopaxi y Tungurahua)
- La Voz del Pueblo RVP 102.3 FM (El Oro)
- Radio Católica Cuenca 98.1 FM (Azuay y Cañar)
- Salinerito 89.9 FM (Bolívar)
- La Propia Revolucionaria 92.7 FM (Bolívar, Los Ríos y Chimborazo)
- Integración 103.3 FM (Loja y El Oro)
- La Voz de las Cascadas 92.1 FM (Morona Santiago)
- La Voz del Quilotoa 105.7 FM (Cotopaxi y Tungurahua)